# Championnat du monde de baseball 15 ans et moins
Le Championnat du monde de baseball 15 ans et moins est une compétition internationale sous l'égide de la Fédération internationale de baseball (IBAF). Elle compte comme événement mineur dans le Classement mondial établi par la fédération internationale.
Le Championnat du monde de baseball 15 ans et moins 2014 se déroule au Mexique et est remporté par Cuba.

## La compétition
La compétition rassemble 12 nations. Les équipes sont réparties en deux poules et s'affrontent en round robin simple.
Les deux premiers de poule se qualifient pour les demi-finales, les autres disputent des matchs de classement.

## Palmarès
| Année        | Lieu    |           | Or         | Argent    | Bronze |
| ------------ | ------- | --------- | ---------- | --------- | ------ |
| 2012 Détails | Mexique | Venezuela | Cuba       | Taïwan    |        |
| 2014 Détails | Mexique | Cuba      | États-Unis | Venezuela |        |

## Bilan par nation
| Rang | Pays       | Or | Argent | Bronze | Total |
| ---- | ---------- | -- | ------ | ------ | ----- |
| 1    | Cuba       | 1  | 1      | 0      | 2     |
| 2    | Venezuela  | 1  | 0      | 1      | 2     |
| 3    | États-Unis | 0  | 1      | 0      | 1     |
| 4    | Taïwan     | 0  | 0      | 1      | 1     |